# Best of Bowie
Best of Bowie is een compilatiealbum van de Britse muzikant David Bowie, uitgebracht in 2002. Op het album staan nummers uit zijn gehele carrière tot dan toe, van zijn tweede album David Bowie uit 1969 tot zijn 22e album Heathen uit 2002.
In alle 21 regio's werd het album uitgebracht met een aparte tracklist, waarbij de populairste nummers per regio op het album verschenen. In enkele landen kwam het album ook uit als een enkel- als dubbelalbum. In totaal staan er 63 nummers op 20 verschillende versies van het album.
Naast een cd bevat het album ook een dvd, waarop 47 muziekvideo's en liveoptredens staan, alsmede alternatieve versies van nummers en een aantal Easter eggs.
Oorspronkelijk bereikte het album de elfde plaats in Engeland, maar na het overlijden van Bowie op 10 januari 2016 keerde het album terug in de hitlijsten en wist de eerste positie te veroveren. Daarmee werd het ook het eerste album dat de eerste plaats bereikte door middel van streaming.

## Tracklist

### Cd
- Alle nummers geschreven door Bowie, tenzij anders genoteerd.
- Enkel de Europese versie van het album wordt getoond, met alle andere nummers die op andere versies verschenen apart genoteerd op alfabetische volgorde.
- Van de nummers "Young Americans", "Golden Years", ""Heroes"", "Ashes to Ashes", "Fashion", "Scary Monsters (and Super Creeps)" "Let's Dance", "China Girl", "Modern Love", "Loving the Alien", "Absolute Beginners" en "Little Wonder" werd de singleversie gebruikt in plaats van de originele albumversie. Van de nummers "Jump They Say", "I'm Afraid of Americans" en "Slow Burn" werd een radio-edit gebruikt.

Cd 1
1. "Space Oddity" (van David Bowie, 1969) – 5:15
2. "The Man Who Sold the World" (van The Man Who Sold the World, 1970) – 3:55
3. "Oh! You Pretty Things" (van Hunky Dory, 1971) – 3:12
4. "Changes" (van Hunky Dory) – 3:33
5. "Life on Mars?" (van Hunky Dory) – 3:48
6. "Starman" (van The Rise and Fall of Ziggy Stardust and the Spiders from Mars, 1972) – 4:16
7. "Ziggy Stardust" (van Ziggy Stardust) – 3:13
8. "Suffragette City" (van Ziggy Stardust) – 3:25
9. "John, I'm Only Dancing" (non-album single, 1972) – 2:43
10. "The Jean Genie" (van Aladdin Sane, 1973) – 4:08
11. "Drive-In Saturday" (van Aladdin Sane) – 4:36
12. "Sorrow" (van Pin Ups, 1973) (Bob Feldman/Jerry Goldstein/Richard Gottehrer) – 2:53
13. "Diamond Dogs" (van Diamond Dogs, 1974) – 6:05
14. "Rebel Rebel" (van Diamond Dogs) – 4:30
15. "Young Americans" (van Young Americans, 1975) – 3:16
16. "Fame" (van Young Americans) (Bowie/John Lennon/Carlos Alomar) – 4:17
17. "Golden Years" (van Station to Station, 1976) – 3:22
18. "TVC 15" (van Station to Station) – 5:33
19. "Wild Is the Wind" (van Station to Station) (Dmitri Tjomkin/Ned Washington) – 6:02

Cd 2
1. "Sound and Vision" (van Low, 1977) – 3:00
2. ""Heroes"" (van "Heroes", 1977) (Bowie/Brian Eno) – 3:37
3. "Boys Keep Swinging" (van Lodger, 1979) (Bowie/Eno) – 3:18
4. "Under Pressure" (met Queen) (van Queen-album Hot Space, 1981) (Bowie/Freddie Mercury/Brian May/Roger Taylor/John Deacon) – 3:57
5. "Ashes to Ashes" (van Scary Monsters (and Super Creeps), 1980) – 3:38
6. "Fashion" (van Scary Monsters (and Super Creeps)) – 3:23
7. "Scary Monsters (and Super Creeps)" (van Scary Monsters (and Super Creeps)) – 3:27
8. "Let's Dance" (van Let's Dance, 1983) – 4:07
9. "China Girl" (van Let's Dance) (Bowie/Iggy Pop) – 4:18
10. "Modern Love" (van Let's Dance) – 3:56
11. "Blue Jean" (van Tonight, 1984) – 3:12
12. "This Is Not America" (met Pat Metheny Group) (van PMG-album The Falcon and the Snowman, 1985) (Bowie/Lyle Mays/Pat Metheny) – 3:43
13. "Loving the Alien" (van Tonight) – 4:43
14. "Dancing in the Street" (met Mick Jagger) (non-album single, 1985) (Marvin Gaye/William "Mickey" Stevenson/Ivy Jo Hunter) – 3:14
15. "Absolute Beginners" (van Absolute Beginners soundtrack, 1986) – 5:39
16. "Jump They Say" (van Black Tie White Noise, 1993) – 3:53
17. "Hallo Spaceboy (Pet Shop Boys mix)" (Bowie/Eno) (van 1. Outside, 1995) – 4:25
18. "Little Wonder" (Bowie/Reeves Gabrels/Mark Plati) (van Earthling, 1997) – 3:40
19. "I'm Afraid of Americans" (Bowie/Eno) (van Earthling) – 4:26
20. "Slow Burn" (van Heathen, 2002) – 3:55

Nummers op andere versies
1. "All the Young Dudes" (geschreven door Bowie voor Mott the Hoople, bedoeld voor Aladdin Sane) – 4:11
2. "Cat People (Putting Out Fire)" (Bowie/Giorgio Moroder) (van Cat People soundtrack, later opnieuw opgenomen voor Let's Dance) – 4:08
3. "Day-In Day-Out" (van Never Let Me Down, 1987) – 4:14
4. "DJ" (Bowie/Eno/Alomar) (van Lodger) – 3:59
5. "Fame '90" (Bowie/Lennon/Alomar) (van Changesbowie, 1990) – 3:36
6. "The Hearts Filthy Lesson" (Bowie/Eno/Gabrels/Sterling Campbell/Mike Garson/Erdal Kızılçay) (van 1. Outside) – 3:34
7. ""Helden"" (Bowie/Eno) (Duitse versie van "Heroes", oorspronkelijk van Heroes) – 3:40
8. "Lady Stardust" (van Ziggy Stardust) – 3:20
9. "Moonage Daydream" (van Ziggy Stardust) – 4:37
10. "Never Let Me Down" (Bowie/Alomar) (van Never Let Me Down) – 3:58
11. "Panic in Detroit" (van Aladdin Sane) – 4:25
12. "Rock 'n' Roll Suicide" (van Ziggy Stardust) – 2:59
13. "Thursday's Child" (Bowie/Gabrels) (van 'hours...', 1999) – 4:25
14. "Time Will Crawl" (van Never Let Me Down) – 4:18
15. "Tonight" (met Tina Turner) (Bowie/Pop) (van Tonight) – 3:50
16. "Under the God" (als Tin Machine) (van Tin Machine, 1989) – 4:06
17. "When the Wind Blows" (Bowie/Kızılçay) (van When the Wind Blows soundtrack, 1986) – 3:32

Later uitgebracht als Club Bowie
1. "Loving the Alien" - (The Scumfrog vs. David Bowie) – 8:21
2. "Let's Dance" - (Trifactor vs. Deeper Substance remix) – 11:02
3. "Just for One Day" (""Heroes"") - (David Guetta vs. Bowie) (Bowie/Eno/Guetta) – 6:37
4. "This Is Not America" - (The Scumfrog vs. David Bowie) (Bowie/Mays/Metheny) – 9:12
5. "Shout" ("Fashion") - (Solaris vs. Bowie) – 8:02
6. "China Girl" - (Riff & Vox Club mix) (Bowie/Pop) – 7:08
7. "Magic Dance" (Danny S Magic Party remix) (Bowie) – 7:39
8. "Let's Dance" - (Club Bolly extended mix) (Bowie/Anita Kaur/Navin Kumar Singh) – 7:56
9. "Let's Dance" - (Club Bolly mix) (Video) (Bowie/Kaur/Singh) – 3:52

### Dvd
- Alle nummers zijn muziekvideo's, tenzij anders genoteerd.
- Van de nummers ""Heroes"", "Ashes to Ashes", "Fashion", "Let's Dance", "China Girl", "Loving the Alien", "Little Wonder" en "Thursday's Child" werd de singleversie gebruikt in plaats van de albumversie. Van "China Girl" en "Loving the Alien" werd hierbij de gecensureerde versie gebruikt. Van het nummer "I'm Afraid of Americans" werd een radio-edit gebruikt.

Dvd 1
1. "Oh! You Pretty Things (Live on The Old Grey Whistle Test", 1972)
2. "Queen Bitch (Live on The Old Grey Whistle Test, 1972)" (oorspronkelijk van Hunky Dory)
3. "Five Years (Live on The Old Grey Whistle Test, 1972)" (oorspronkelijk van Ziggy Stardust)
4. "Starman (Live on Top of the Pops, 1972)
5. "John, I'm Only Dancing"
6. "The Jean Genie"
7. "Space Oddity"
8. "Drive-In Saturday (Live on Russell Harty Plus, 1973)
9. "Life on Mars?"
10. "Ziggy Stardust (Live at the Hammersmith Odeon, London, England, 3 July 1973)" (van Ziggy Stardust - The Motion Picture, 1973)
11. "Rebel Rebel (Live on TopPop, 1974)"
12. "Young Americans (Live on The Dick Cavett Show, 1974)"
13. "Be My Wife" (van Low)
14. ""Heroes"" (Bowie/Eno)
15. "Boys Keep Swinging" (Bowie/Eno)
16. "DJ" (Bowie/Eno/Alomar)
17. "Look Back in Anger" (van Lodger) (Bowie/Eno)
18. "Ashes to Ashes"
19. "Fashion"
20. "Wild Is the Wind" (Tjomkin/Washington)
21. "Let's Dance"
22. "China Girl" (Bowie/Pop)
23. "Modern Love"
24. "Cat People (Putting Out Fire) (Live at the Pacific National Exhibition Coliseum, Vancouver, British Columbia, 12 September 1983)" (van Serious Moonlight, 1984) (Bowie/Giorgio Moroder)
25. "Blue Jean"
26. "Loving the Alien"
27. "Dancing in the Street" (met Mick Jagger) (Gaye/Stevenson/Hunter)

Easter eggs op dvd 1
1. "Oh! You Pretty Things (Alternate take from The Old Grey Whistle Test (Take 1))
2. "Interview with David Bowie by Russell Harty"
3. "Ad for then forthcoming Ziggy Stardust and the Spiders from Mars DVD"
4. "Jazzin' for Blue Jean" (Volledige 20 minuten durende promotievideo voor "Blue Jean", 1984)
5. "Blue Jean" (Alternate version for MTV)

Dvd 2
1. "Absolute Beginners"
2. "Underground" (van Labyrinth soundtrack, 1986)
3. "As the World Falls Down" (van Labyrinth soundtrack)
4. "Day-In Day-Out"
5. "Time Will Crawl"
6. "Never Let Me Down" (Bowie/Alomar)
7. "Fame '90 (Gass mix)" (Bowie/Lennon/Alomar)
8. "Jump They Say"
9. "Black Tie White Noise" (van Black Tie White Noise)
10. "Miracle Goodnight" (van Black Tie White Noise)
11. "The Buddha of Suburbia" (van The Buddha of Suburbia, 1993)
12. "The Hearts Filthy Lesson" (Bowie/Eno/Gabrels/Campbell/Garson/Kızılçay)
13. "Strangers When We Meet" (van 1. Outside)
14. "Hallo Spaceboy (Pet Shop Boys mix)" (Bowie/Eno)
15. "Little Wonder" (Bowie/Gabrels/Plati)
16. "Dead Man Walking" (van Earthling) (Bowie/Gabrels)
17. "Seven Years in Tibet" (van Earthling) (Bowie/Gabrels)
18. "I'm Afraid of Americans" (Bowie/Eno)
19. "Thursday's Child" (Bowie/Gabrels)
20. "Survive" (van  'hours...' ) (Bowie/Gabrels)

Easter eggs op dvd 2
1. "Day-In Day-Out (Extended dance mix)"
2. "Miracle Goodnight (Remix)"
3. "Seven Years in Tibet (Mandarin version)"
4. "Survive (Live at the Élysée Montmartre, Paris, France, 14 October 1999)"